# 安芸 (戦艦)
安芸（あき）は、日本海軍の戦艦。艦名は安芸国に由来する。日本海軍の法令上は旧字体の安藝だが、本記事では「安芸」とする。日露戦争中に臨時軍事費（明治37年度）で計画され、薩摩とともに日本国内で建造された最初期の戦艦。準弩級戦艦である。2隻（安芸、薩摩）ともワシントン海軍軍縮条約により廃棄対象とされ、実艦標的として処分された。

## 概要

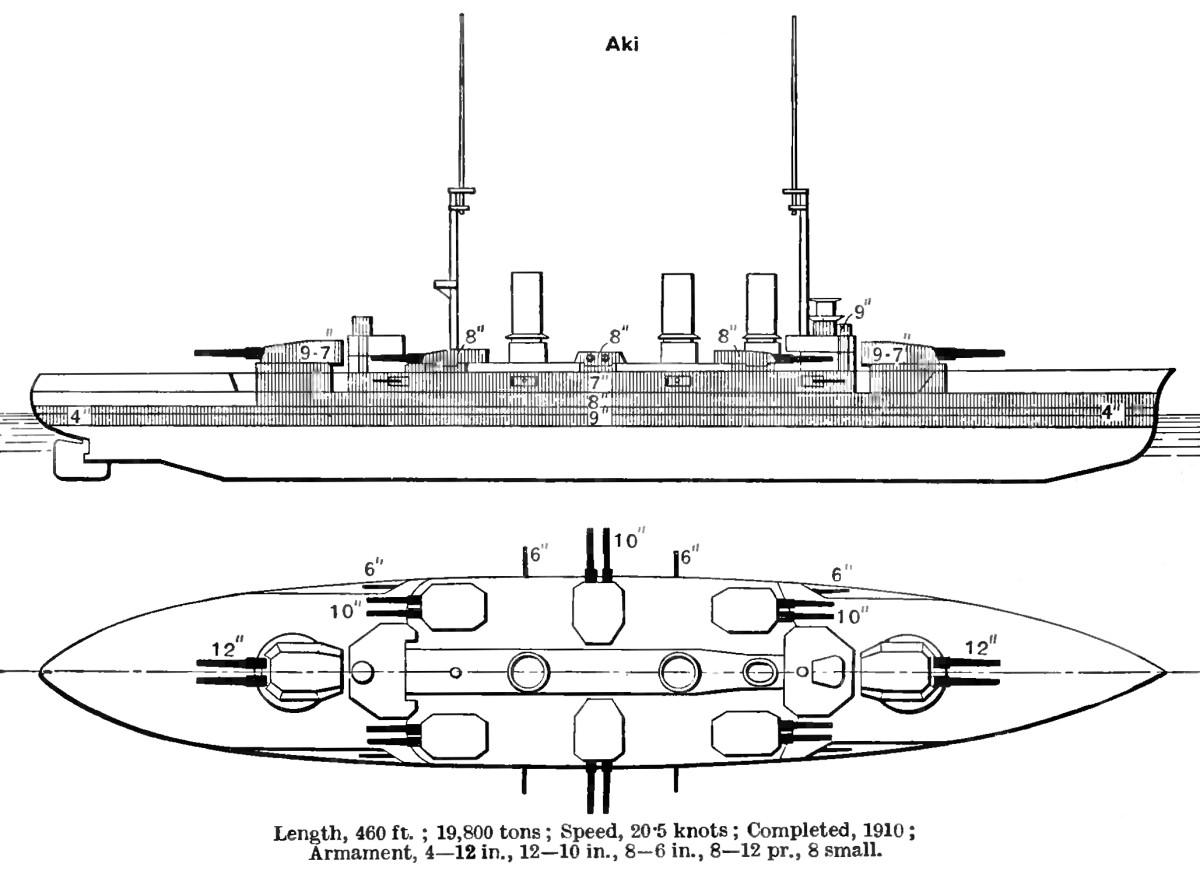
本艦の武装・装甲配置を示した図。

安芸は呉海軍工廠で建造された。薩摩より一年弱ほど遅れて着工したため、安芸は薩摩に比べて多くの改良がおこなわれている。30.5cm45口径連装砲2基と25.4cm45口径連装砲6基の主砲、中間砲は薩摩と同じであるが、副砲は異なり12cm(40口径)砲から15cm(45口径)砲へと口径が上げられ、これを単装砲で8基装備した。
また、主機には日本の戦艦として初めてカーチス式タービン機関を搭載した（ただし呉海軍工廠で、装甲巡洋艦伊吹でタービン搭載の事前実験を実施）。その結果出力は25,000馬力（公称21,600馬力）と増加し、速力も装甲巡洋艦並の20ノットを発揮できた。加えて、煙突が薩摩が2本なのに対して安芸は3本なのは、ボイラー自体の大きさを増して薩摩が20基だったのを本艦は15基に減じたためである。この改正により全長が3m増し、排水量も450トン増になっている。これにより常備排水量、全長は共に薩摩より若干増加し19,800トン、全長460フィート（140.2m）である。
薩摩と安芸は姉妹艦と称されているものの、前述の通り、タービン機関を搭載する安芸は外見からして薩摩とは全く異なる。安芸は筑波型・鞍馬型装甲巡洋艦（後に巡洋戦艦）や河内型戦艦と同一行動が可能であり、戦術的価値としては薩摩よりも遥かに上であった。すなわちドレッドノート竣工によって2隻（薩摩、安芸）は新造時から旧式戦艦（準弩級戦艦）となってしまったが、安芸はタービン機関の採用により初期ド級戦艦に匹敵する速力を発揮可能であり、技術的足跡において記念すべき艦であった。

## 艦歴

### 建造
1904年(明治37年)臨時軍事費により建造予算成立、1905年(明治38年)1月21日、呉宛に甲号戦艦建造の訓令が出された。同年6月11日、日本海軍は甲号戦艦の艦名を「安藝」（安芸）と内定する（乙号戦艦は薩摩を予定）。1906年（明治39年）3月15日、甲号戦艦(安芸)は呉海軍工廠で起工。同年11月に混焼装置設置の訓令が出された。1907年（明治40年）4月15日午前10時30分、安芸は進水、同日附で甲号戦艦は制式に「安芸」と命名、戦艦に類別される。1911年（明治44年）3月11日、安芸は竣工した。呉工廠で建造の巡洋戦艦「伊吹」の建造を優先したため、本艦の完成が遅れてしまったという。

### 1912年
1912年（大正元年）11月12日、横浜沖合の東京湾で観艦式がおこなわれる。大正天皇御召艦は防護巡洋艦「筑摩」、先導艦は駆逐艦「海風」、供奉艦は防護巡洋艦「平戸」と「矢矧」、通報艦「満州」。裕仁親王・雍仁親王・宣仁親王の御召艦は「平戸」であった。観艦式終了後、大正天皇は「筑摩」から「安芸」に移動、本艦で午餐会がおこなわれた。このあと、天皇は本艦を退艦して横浜港より東京へ戻った。

### 第一次世界大戦
1914年（大正3年）には第一次世界大戦に参加。同年秋、摂津・河内・安芸で演習中に「安芸」（当時艦長野村房次郎大佐）は房総沖で座礁したが、自力で離礁した。

### 1917年
1917年（大正6年）7月、大正天皇皇太子（裕仁親王、のちの昭和天皇）は東郷平八郎と共に山陰沿岸を行啓することになり、7月4日に敦賀湾で香取型戦艦「香取」（艦長桑島省三大佐）に乗艦、「安芸」（艦長中川繁丑大佐）は供奉艦となった。

### 1919年
1919年(大正8年)7月まで、大修理(大改造)を施行した。

### 1920年
1920年（大正9年）3月下旬、皇太子（のちの昭和天皇）が四国・九州地方を巡啓することになり、3月24日に神戸港で御召艦「香取」に乗艦する。先導艦を「安芸」、供奉艦を「薩摩」他が務めた。

### 廃棄
ワシントン軍縮条約によって廃棄が決定し、1923年（大正12年）9月20日除籍、艦艇類別等級表からも削除された。薩摩、安芸の2隻は研究射撃の標的艦に指定された。当時、大正天皇皇太子（昭和天皇）が海軍兵学校卒業式（大正13年7月24日、海兵52期、高松宮宣仁親王卒業）に臨席することになっていた。皇太子は御召艦を戦艦扶桑（艦長米内光政大佐）とし、佐伯湾で長門および陸奥による標的艦（安芸、薩摩）への実弾射撃を視察する予定が組まれた。だが行啓直前に御召艦扶桑で腸チフス患者が発生したため皇太子臨席は取止めとなり、廃艦研究射撃も延期された。
1924年（大正13年）9月4日、摂政宮（皇太子時代の昭和天皇）は横須賀軍港で金剛型巡洋戦艦1番艦「金剛」（連合艦隊司令長官鈴木貫太郎、金剛艦長岸井孝一大佐）に乗艦した。供奉艦は軽巡「多摩」（多摩艦長及川古志郎大佐）であった。9月5日の研究射撃予定は、悪天候のため延期される（御召艦以下館山湾碇泊）。9月6日、「安芸」は戦艦「扶桑」に曳航されて演習予定地に移動する。高松宮宣仁親王（少尉候補生）は軍艦「浅間」にて研究射撃を見学した。房総半島野島崎沖（大島南方海面）は視界不良のため天候の回復を待ち、午後5時10分に長門型戦艦2隻（長門、陸奥）による射撃を開始した。5時25分、「安芸」の左舷傾斜・艦首沈下は著しく、「扶桑」は曳綱を切断する。5時40分、再度射撃がおこなわれ、5分後に「安芸」は沈没した。射撃では砂が詰められた砲弾が用いられた。これは、これより前に「金剛」と「日向」が「薩摩」に対して射撃を行った際に沈没に至らず、それは遅発信管が正常に作動しなかったためとされたことによるものであった。
鈴木貫太郎連合艦隊司令長官は「大演習後に司令長官が行った重大なことは、『安芸』『薩摩』の試験的な撃破の研究であった。実になさけないような、軍縮の結果とはいえ、悲壮の感があった。なんといっても、あれだけ働いておった軍艦を撃破しなければならんということで。（中略）いかにも沈むときは悲壮なもので、かつては自分の乗った艦でしたから、命令とはいいながら哀悼に堪えず、全員甲板に立って敬礼したものです。なんともいいしれないワシントン会議に恨めしい心持ちがした」と回想している。

## 艦長

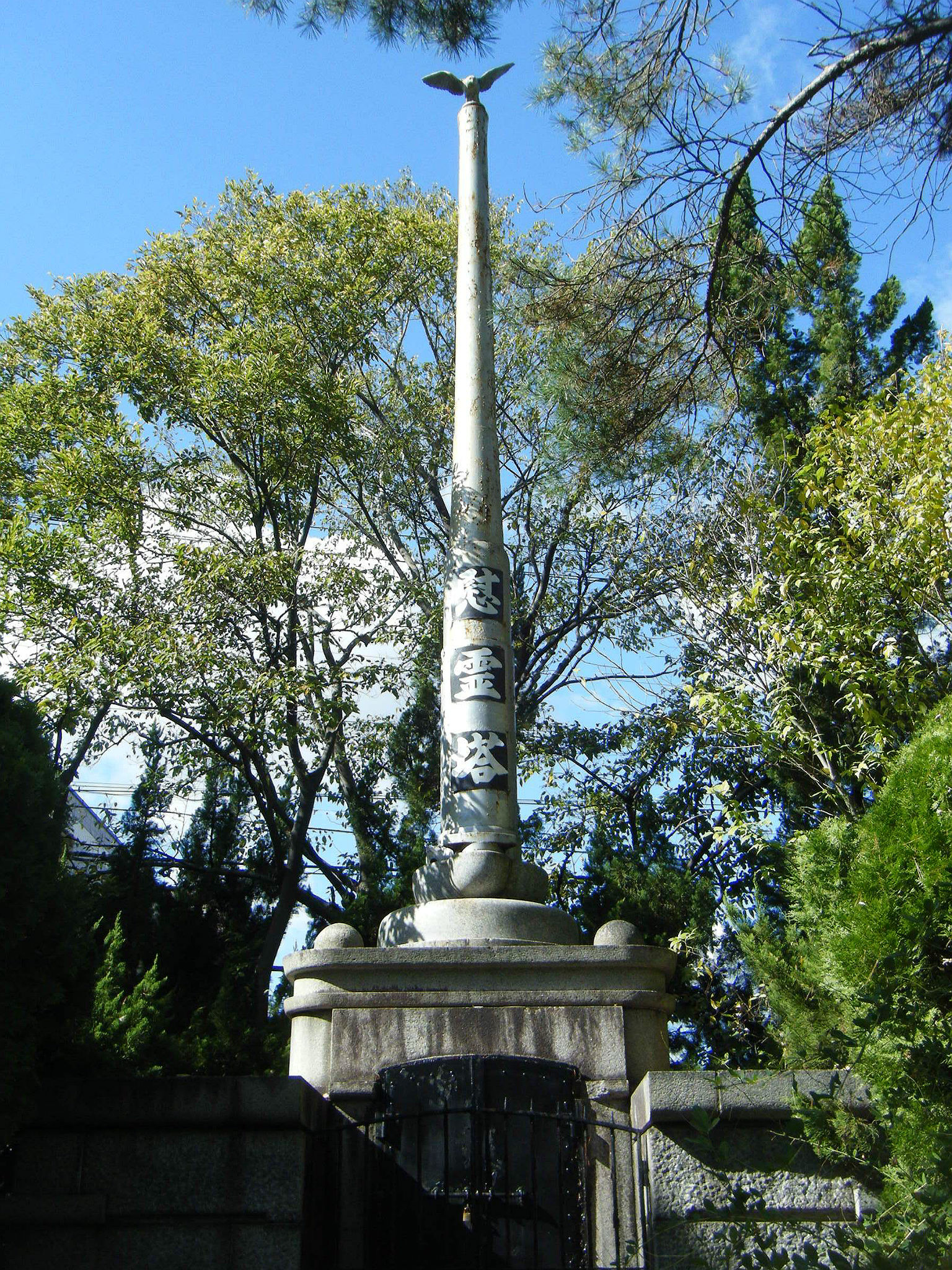
慰霊塔（鳴尾八幡神社）

※『日本海軍史』第9巻・第10巻の「将官履歴」及び『官報』に基づく。
- 矢島純吉 大佐：1910年7月16日 - 1911年5月22日 ＊兼呉海軍工廠艤装員（ - 1911年3月11日）
- 松村龍雄 大佐：1911年5月22日 - 1912年12月1日
- 釜屋六郎 大佐：1912年12月1日 - 1913年12月1日
- 野村房次郎 大佐：1913年12月1日 - 1914年12月1日
- 志摩猛 大佐：1914年12月1日 - 1915年12月13日
- 安保清種 大佐：1915年12月13日 - 1916年12月1日
- 中川繁丑 大佐：1916年12月1日 - 1917年12月1日
- 増田高頼 大佐：1917年12月1日 - 1918年5月3日
- （兼）小松直幹 大佐：1918年5月3日 - 7月17日
- 内田虎三郎 大佐：1918年7月17日 - 11月10日
- 生野太郎八 大佐：1918年11月10日[65] - 1918年12月1日[66]
- （兼）生野太郎八 大佐：1918年12月1日[66] - 不詳
- 生野太郎八 大佐：不詳 - 1919年11月20日[67]
- 石川秀三郎 大佐：1919年11月20日 - 1920年11月20日
- 黒瀬清一 大佐：1920年11月20日 - 1921年11月1日
- 加々良乙比古 大佐：1921年11月1日 - 1922年12月1日
- 森初次 大佐：1922年12月1日 - 1923年9月1日

## 逸話
退役後、安芸の砲身の一本が兵庫県武庫郡鳴尾村（現・西宮市）の鳴尾八幡神社において、「忠魂碑」の塔本体として境内に建立された。当時の鳴尾村より出征した、日清戦争・日露戦争（共に氏名・霊数不明）、大東亜戦争の戦没者（690柱）が祀られている。1941年（昭和16年）の金属類回収令により境内の神馬像が供出されるも、戦没者を祀る塔については残された。その後忠魂碑は「慰霊塔」と名称を変え、毎年8月15日には宮司による慰霊祭が行なわれている。